# 继序堂
继序堂是一座清代徽派民居建筑，位于江西省上饶市婺源县（旧属安徽省徽州府）江湾镇的第一批江西省历史文化名村、中国传统村落晓起村的入口处。
继序堂系由在广州垄断茶叶外销的婺源首富、茶商汪允璋、汪允珪兄弟建于清光绪年间。这座宅院使用奢华的建筑材料，方柱使用红豆杉，大梁使用银杏树，尤其是门楼的镂空砖雕，极为精美。。上部是四幅“忠、孝、节、义”人物雕刻，周围是“福、寿、财、喜”回文图案；中部描绘的是封神榜故事“文王访贤”；下部则描绘“连中三元”，高中状元、榜眼、探花，父母在门前迎接，四周是“渔、樵、耕、读”人物山水图案。
继序堂已作为晓起古建筑群的子项目被列为上饶市文物保护单位。